# Walter Callander
Walter Callander, född 30 maj 1947, är en friidrottare från Bahamas. Han deltog vid olympiska sommarspelen 1972 och olympiska sommarspelen 1976.